# Un épisode sous la Terreur
Un épisode sous la Terreur (em português Um Episódio do Terror) é uma novela de Honoré de Balzac, surgida em 1842 no Livre des Salons, sob o título de Une messe en 1793. Em 1845, o texto recebe seu título definitivo na edição de Chlendowski. Na edição Furne de 1846 da Comédia Humana ela figura nas Cenas da vida política com uma dedicatória a Monsieur Guyonnet-Merville, advogado com o qual fizera seu estágio de direito.

## Enredo
Na noite de 22 de janeiro de 1793 (dia seguinte à execução de Luís XVI), em uma ruela sombria de Paris (como se encontra frequentemente na Comédia Humana: Ferragus, Os Proscritos, O Avesso da História Contemporânea) um homem segue uma velha mulher que se revela uma religiosa em busca de hóstias em uma confeitaria. Hóstias que ela deve entregar ao abade Marolles para celebrar a missa. O homem (não se sabe senão ao fim) é em realidade o carrasco Charles-Henri Sanson que cortou a cabeça de Luís XVI. Homem devoto, apesar de seu cargo, Sanson não pede nada mais ao outro que uma missa pela alma do rei defunto. Como sempre, Balzac não se baseia em um fato real, mas é certo que existiram os Sansons, carrascos de pai para filho, e que eram muito devotos. Balzac encontrou o filho de Charles-Henri Sanson, Henri-Nicolas-Charles Sanson, e pode ser que os relatos do filho tenham esclarecido ao autor da Comédia Humana os aspectos humanos do cargo horrível.
A novela tem um suspense admirável.